# Joe Arlauckas
Joe Arlauckas, Joseph John Arlauckas, né le 20 juillet 1965 à Rochester, New York, est un ancien basketteur américain

## Club
- 1983-1987 :  Purple Eagles (NCAA)
- 1987 :  Sacramento Kings
- 1988 :  Juve Caserta Basket
- 1988-1990 :  El Caja de Ronda
- 1990-1993 :  Tau Vitoria
- 1993-1998 :  Real Madrid
- 1998-1999 :  AEK Athènes
- 1999-2000 :  Aris Salonique

## Palmarès

### Club
compétitions internationales 
- Vainqueur de la Coupe des Clubs champions 1995
- Vainqueur de la Eurocoupe 1997

 compétitions nationales 
- Champion d'Espagne 1994
- Vainqueur de la Coupe d'Italie 1988

### Distinction personnelle
- Choisi en 74e position par les Sacramento Kings lors de la Draft 1987 de la NBA